# 伊藤哲朗

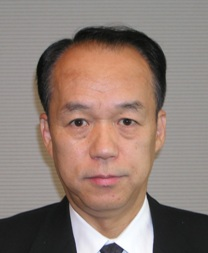

伊藤 哲朗（いとう てつろう、1948年10月 - ）は、日本の警察官僚。第12代内閣危機管理監、第85代警視総監を歴任。

## 来歴・人物
福岡県八女市出身。福岡県立嘉穂高等学校校長（1955 - 1964年）を務めた伊藤朝生の子息。
1964年、福岡県立嘉穂高等学校に入学し1学期まで在校後、福岡県立修猷館高等学校へ転校。1972年、東京大学法学部を卒業し警察庁入庁。同期に安藤隆春警察庁長官､中村正則関東管区警察局長など。
入庁後は、主に警備警察、外事警察の分野を歩み、千葉県警警備部長、石川県警本部長、警視庁警備部長、千葉県警本部長、皇宮警察本部長、警察庁生活安全局長、警察大学校長などを歴任し、2006年1月19日から2007年8月6日まで警視総監を務めた。また1983年から4年間、外務省に出向し在香港総領事館領事を務めている。
警視総監退任後、日本道路交通情報センター理事長を務めた後、2008年5月、福田康夫内閣において内閣危機管理監に就任。
福田康夫内閣および麻生太郎内閣、さらには2009年の自由民主党から民主党への政権交代を経た後も鳩山由紀夫内閣、菅直人内閣、野田佳彦内閣の歴代5つの内閣において内閣危機管理監を務めた後、2011年12月、内閣危機管理監退任と同時に内閣官房参与に就任。内閣官房参与として2011年から2012年の年末年始において引き続き北朝鮮情勢の対応にあたった後、2012年1月、内閣官房参与を退任。

## 略歴
- 1991年（平成3年）1月18日 警察庁刑事局保安部外勤課長（警視長）
- 1992年（平成4年）4月1日 石川県警察本部長
- 1993年（平成5年）8月24日 警察庁交通局交通規制課長
- 1995年（平成7年）9月8日 警察庁長官官房会計課長
- 1997年（平成9年）9月1日 警察庁長官官房首席監察官
- 1998年（平成10年）1月9日 警視庁警備部長（在任中に警視監）
- 2000年（平成12年）1月11日 千葉県警察本部長
- 2002年（平成14年）8月2日 皇宮警察本部長（皇宮警視監）
- 2004年（平成16年）1月18日 警察庁生活安全局長（警視監）
- 2005年（平成17年）8月22日 警察大学校長
- 2006年（平成18年）1月19日 警視総監
- 2007年（平成19年）8月6日 退官
- 2007年（平成19年）9月　　　日本道路交通情報センター理事長
- 2008年（平成20年）5月16日　内閣危機管理監
- 2011年（平成23年）12月27日 退官、内閣官房参与
- 2012年（平成24年）1月10日 内閣官房参与退任
- 2014年（平成26年）　　　　 東京大学生産技術研究所客員教授[7]
- 2014年（平成26年）4月　西川シドリーオースティン法律事務所・外国法共同事業 顧問[8]
- 2019年（令和元年）11月  瑞宝重光章受章[9]。

## 主な活動

### 警視総監在任中
- 在任中の交通事故死亡者数が戦後最少の263人であった。
- 空き交番の解消を実現。

### 内閣危機管理監在任中
- 平成20年岩手・宮城内陸地震において被災地の情報収集や被災者の救出指揮を進める。
- 岩手県沿岸北部地震において被災地の情報収集や被災者の救出指揮を進める。
- 元厚生事務次官宅連続襲撃事件の情報収集に努める。
- 北朝鮮長距離弾道ミサイル発射に関し、情報収集に努める。
- メキシコシティを中心に新型インフルエンザの人への感染が広がったことを受け、情報収集に努める。
- 東北地方太平洋沖地震に際する危機対応に当たる。

## 脚註
1. ↑  東京修猷会 第514回二木会(2004年9月9日(木))
2. ↑  東京修猷会 第531回二木会(2006年7月13日(木))
3. ↑  東京修猷会 第601回二木会(2014年4月10日(木))
4. ↑  東京修猷会 第654回二木会(2021年1月14日(木))
5. ↑  “危機管理監と情報官が交代　人事前倒しで北朝鮮対応強化”. 日本経済新聞. (2011年12月27日) 2011年12月27日閲覧。
6. ↑  “伊藤・植松両参与が退任”. 日本経済新聞. (2012年1月10日) 2012年1月10日閲覧。
7. ↑  “ICUSメンバー紹介”.   東京大学生産技術研究所 都市基盤安全工学国際研究センター. 2015年1月19日閲覧。
8. ↑  “伊藤哲朗 顧問”.   西川シドリーオースティン法律事務所・外国法共同事業. 2015年1月19日閲覧。
9. ↑  『官報』号外第151号、2019年11月3日